# Centreon
Centreon es un software de monitoreo de ordenador publicado por la compañía del mismo nombre.

## Historia
Históricamente llamado Oreon, Centreon es una solución para monitorear aplicaciones, sistemas y redes, basada en conceptos de Nagios. El corazón de Centreon es código abierto, distribuido bajo Licencia Pública General de GNU GPLv2.5. Los complementos de pago por valor son distribuidos por el editor. Los complementos gratuitos y de código abierto son desarrollados por colaboradores en GitHub.
Centreon proporciona una interfaz simplificada para que la vista de estado del sistema sea accesible para una gama más amplia de usuarios, incluidos los usuarios no técnicos, hasta los gráficos de rendimiento son explícitos. Sin embargo, los técnicos siempre tienen acceso a la información avanzada del planificador.
El 1 de agosto de 2005, se fundó la empresa Merethis (ahora Centreon), ahora responsable de federar a la comunidad en torno a esta solución de código abierto. En julio de 2007, el software Oreon cambió su nombre a Centreon debido a un conflicto de nombre con Orion (software de supervisión publicado por SolarWinds). Merethis se reenfoca en su rol de editor en 2009 y elige un modelo de desarrollo Open Core: el corazón de Centreon (web, programadores y algunos módulos que incluyen: Centreon CLAPI, Centreon Widgets) sigue siendo de código abierto. El corazón de Centreon es desarrollado por la comunidad y Merethis.
Desde su debut en 2012, Merethis ha ofrecido una alternativa a Nagios y NDOUtils: Centreon Engine y Centreon Broker, respectivamente, que tienen fama de ser más eficientes en cuanto al uso de recursos y con mayor seguridad. También hace posible satisfacer mejor las necesidades de arquitecturas complejas (multi-input / multi-output). Desde ese momento, este software tiende a convertirse en una herramienta de supervisión por derecho propio. Distanciado de Nagios, Centreon despegó e incorporó nuevas funcionalidades aclamadas por sus usuarios tales como: recarga en caliente de la configuración, la capacidad de gestionar los tiempos de inactividad recurrentes (motor de 2 puntos) , gestión de la zona horaria (motor 2 del centreon) o correlación de eventos avanzados (center-engine 2 y center broker 3). Otro punto destacado: desde la versión 2.4 (enero de 2013), Centreon eliminó permanentemente la palabra Nagios de su interfaz web a favor de la palabra Centreon Engine.
En enero de 2015, Merethis cambia su nombre a Centreon. El único propósito de Centreon es promocionar su software, animar a la comunidad de código abierto que lo hace tan exitoso y ayudar a los usuarios a diario capacitándolos. brindándoles apoyo profesional.
En agosto de 2016, los productos se renombraron de la siguiente manera: Centreon ahora designa el producto que integra el sistema operativo basado en CentOS; todos los demás productos de código fuente abierto (Centreon Web, Centreon Broker, Centreon Engine, ...) - anteriormente denominado CES - fueron englobados y renombrados como Centreon Enterprise Server. La interfaz web de Centreon se le colocó el sustantivo de Centreon Web.

## Ediciones

### Soluciones
- Centreon
- Centreon IMP (Instant Monitoring Platform), dedicada a la pequeña y mediana empresa.
- Centreon EMS, dedicada a las grandes organizaciones (incluye Centreon Open Source así como los productos EPP, MAP, BAM y MBI)

### Complementos
- Centreon EPP (Enterprise Plugin Packs), paquete de complementos mantenido por Centreon directamente.
- Centreon MAP, herramienta de modelado y visualización.
- Centreon BAM (Business Activity Monitoring), herramienta de análisis de actividad empresarial
- Centreon MBI (Monitoring Business Intelligence), herramienta de informes e inteligencia empresarial.

### Servicios
El editor ofrece servicios comerciales en torno a estos productos:
- TechSupport, Soporte Técnico Prioritario.
- ProServices, soporte y experiencia.
- Formación en conocimientos.

## Funcionalidades

### Centreon OSS
Todas las soluciones de Centreon se basan en un entorno de fuente básico y totalmente abierto denominado OSS para software de código abierto.
- La posibilidad de tener una vista sintética de la supervisión de su sistema de información.
- Visualización de gráficos de rendimiento.
- Informes supervisados de disponibilidad de recursos: hosts, servicios y grupos de recursos (disponibles a través de HMI y exportables en CSV).
- Una interfaz de configuración intuitiva para diferentes objetos y archivos de configuración de planificadores.
- La capacidad de administrar cada parámetro de la interfaz web.
- La posibilidad de configurar el acceso restringido a los recursos y las páginas de la interfaz, configurable de manera excelente (a través de LCA: lista de control de acceso).
- La capacidad de rastrear los registros de uso de la solución (registros de cambio de recursos).
- La capacidad de crear un tablero utilizando widgets gráficos (Google Maps, listado de recursos, gráficos de rendimiento, etcétera).
- La capacidad de desarrollar módulos adicionales para ampliar la funcionalidad de la solución.

### Extensiones
Muchos módulos y widgets están disponibles a través del editor o la comunidad para ampliar la funcionalidad de la plataforma.
Soporta el manejo de traps SNMP desde la versión 2.4 Centreon Engine. También, por medio de SNMP, es capaz de monitorizar sistemas ininterrumpidos de energía con guiones originalmente escritos para Nagios.

### Lenguajes
Centreon está disponible en inglés y en francés sin embargo en su blog existen instrucciones detalladas para instalar los lenguajes adicionales.

## Arquitectura
Centreon gira en torno a tres componentes de código abierto:
- Centreon Web, la interfaz de visualización.
- Centreon Engine, el motor de recopilación de datos (basado en Nagios v.3).
- Centreon Broker, el administrador de eventos.

Un componente que garantiza el poder monitorizar miles de dispositivos o servicios, (a medida que crecen las empresas se pueden instalar y configurar tantos como se necesiten) son los servidores tipo Poller, término anacrónico en el habla inglesa y utilizado en el campo de la informática para describir un dispositivo que recolecta datos (Recolector) para enviar a un servidor central. Cada uno de estos Recolectores de Datos tienen un Centreon Engine y si se necesita pueden ser configurados con Centreon Web y Centreon Broker.
Por todo lo anterior, y a pesar del vasto número de combinaciones posibles, Centreon recomienda las siguientes configuraciones normalizadas, probadas y aprobadas:
- Arquitectura simple
- Arquitectura distribuida
  - Arquitectura distribuida con base de datos remota
  - Arquitectura distribuida contra fallos
  - Arquitectura distribuida contra fallos e interfaz gráfica para revidores remotos

## Versionado
Los números de versión del componente y el número de versión de Centreon no coinciden. El tiempo de vida de una versión publicada es de doce meses y en general un soporte de hasta dos años.

## Distribución
En general, el software de código abierto proporcionado por Centreon está disponible en cuatro formatos:
- Imagen ISO de Linux basado en la distribución de CentOS (la v7 recomendada).[15]
- Paquetes RPM para distribuciones basadas en Red Hat (las versiones  v6 y v7 recomendadadas).
- Máquinas virtuales basadas en distribuciones CentOs v6 y v7, en formato OVA.
- Archivos en GitHub que contienen el código fuente para compilar en cualquier distribución GNU / Linux.[16]

## Dependencias
Centreon depende de muchos programas realizados en software libre:
- Base de datos: MariaDB o MySQL, RRDtool
- Servidor web: Apache con PHP.
- Librería: Qt